# Осока багнова
Осока багнова (Carex limosa) — вид багаторічних кореневищних трав'янистих рослин родини осокові (Cyperaceae).

## Опис
Стебла не або слабко запушені, 20–40 см, із закругленими кутами. Листові пластинки 1–2,5 мм завширшки. Найнижчий приквітник приблизно довжини колоска. Мішечки 3–4 мм, з носиком до 0,2 мм. 2n=56, 62, 64.

## Поширення
Мешкає в основному північній частині помірних областей, від Ісландії та Скандинавії на південь до Іспанії й на схід через країни Балтії, більшу частину європейської частини Росії, Туреччини, Кавказу і Монголії до Японії й Корейського півострова. Він також зростає у північній частині Північної Америки крім Гренландії. Як правило, росте в басейнах оліготрофних і кислих сфагнових боліт і краях торф'яних озер, але часто асоціюється з деякими збагаченими поживними речовинами середовищами.
Вид знаходиться у переліках рослин, які потребують охорони у Вінницькій, Волинській, Житомирській, Закарпатській, Київській, Рівненській, Сумській, Хмельницькій та Чернігівській областях.

## Галерея

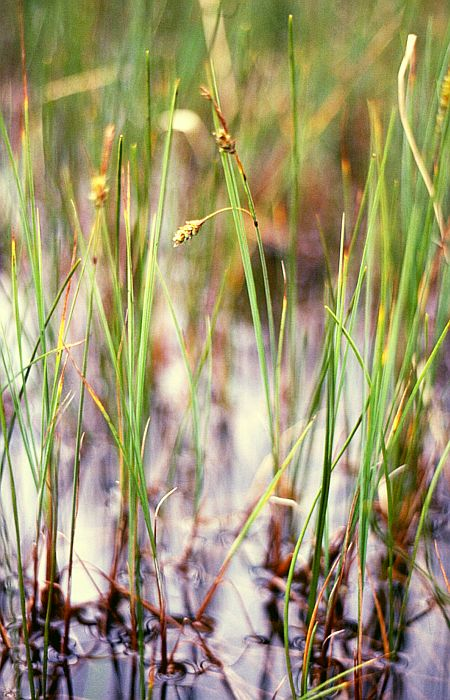
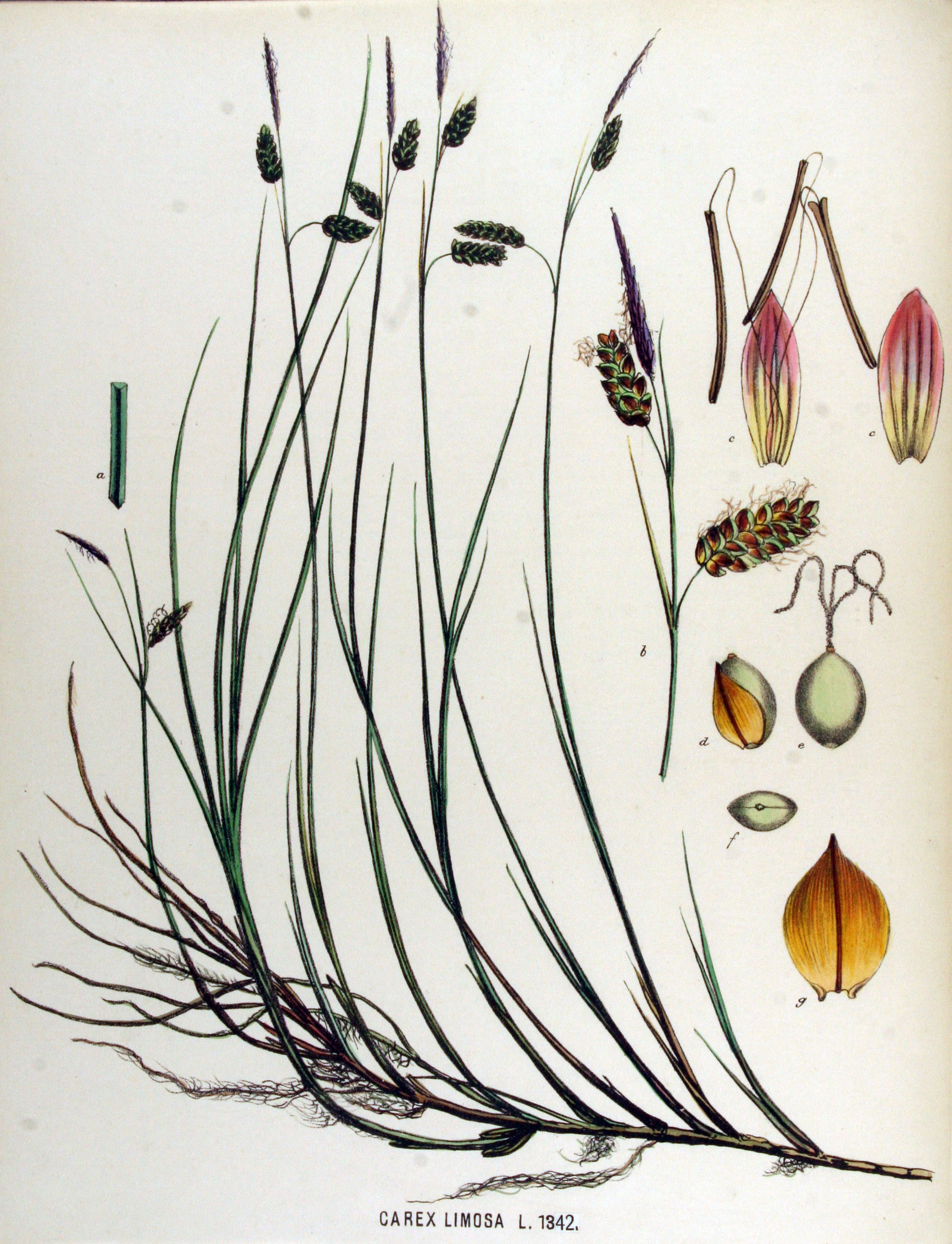
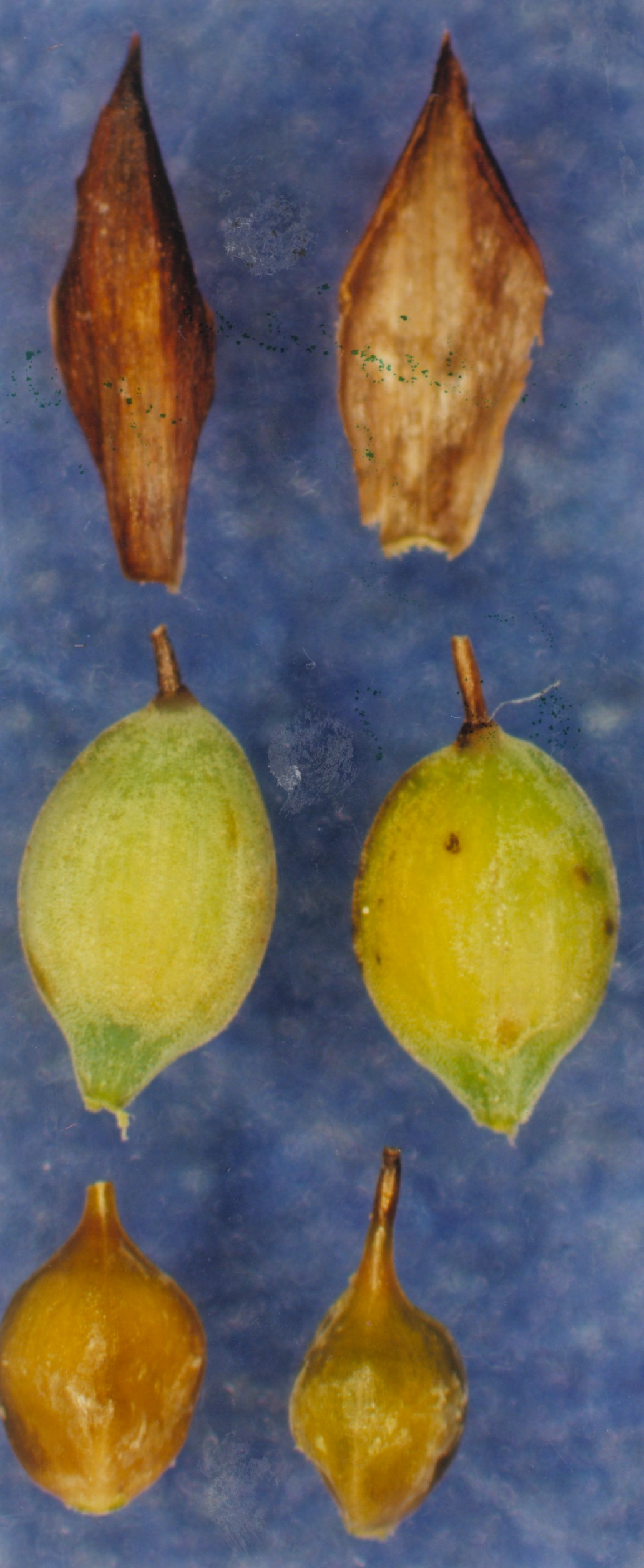